# Ruisseau de Vaugirard
Le ruisseau de Vaugirard (ou ru de Vaugirard) est un ancien cours d'eau de Paris, en France.

## Description
La source est située à proximité de l’église Saint-Pierre de Montrouge. Le ru suit les rues d'Alésia, de Vouillé, Dombasle et de la Convention.
Le ruisseau a désormais disparu.